# Théorie néoinstitutionnelle
La théorie néoinstitutionnelle s’efforce d’expliquer le phénomène de l’homogénéité dans les organisations et aussi l’influence de l’environnement institutionnel sur les organisations. Le préfixe « néo » indique qu’il s’agit du renouvellement de la théorie institutionnelle dans les années 1940 en sciences sociales.
Le néoinstitutionnalisme comprend traditionnellement trois courants : l'institutionnalisme sociologique, l'institutionnalisme du choix rationnel et l'institutionnalisme historique.
Les sociologues de la fin XIXe et début XXe siècle commençaient à systématiser les études sur les institutions. L'économiste et sociologue Max Weber s’intéresse aux processus au travers desquels bureaucratie et institutions sont devenues dominantes dans la société. Il a qualifié ces processus de « cage de fer » (iron cage ) qui est créée par l'institutionnalisation.
En Grande-Bretagne et aux États-Unis, les études portant sur les institutions politiques dominaient jusqu’à la période après guerre. Cette approche dite « old » institutionnalisme, se focalise sur les institutions formelles du gouvernement et de l’État avec une perspective comparative.
À la fin des années 1970 et au début des années 1980, la théorie institutionnelle fait à nouveau surface et, contrairement au vieil institutionnalisme qui met l’accent sur le caractère institutionnel de l’organisation, les néoinstitutionnalistes s’intéressent plutôt au caractère répétitif de l’action dans les organisations. Ils défendent l'idée qu’au fil du temps les organisations tendent à devenir de plus en plus homogènes sans nécessairement être plus performantes sur le plan économique.

## Les différentes théories néoinstitutionnelles

### L'approche sociologique
L’approche sociologique de la théorie néoinstitutionnelle (TNI) est née à la fin des années 1970 avec les travaux de Meyer et Rowan (1977) et ceux de Scott et de Meyer en 1983. L’ouvrage collectif coordonné par DiMaggio et Powell « The New Institutionnal in Organizationnal Analysis » introduit cette approche dans le cercle des courants majeurs en management des organisations.
Le néo-institutionnalisme reconnaît que les institutions opèrent dans un environnement contenant d'autres institutions, ce qui est l’environnement institutionnel. Toute institution est influencée par un environnement plus large et l’objectif principal pour les organisations est la survie. Pour ce faire, les organisations doivent faire plus que réussir économiquement parlant, elles doivent aussi établir la légitimité au sein du monde des institutions.
Les théories existantes considèrent que les institutions peuvent influencer le comportement d’individus de deux manières : elles peuvent inciter les individus au sein d’institutions à maximiser les bénéfices, comme expliqué dans la théorie de choix rationnel ; sous l’angle d’une approche normative, les institutions influencent les individus en imposant les obligations ou la conscience de ce qu’un individu est censé faire. Une contribution importante du néo-institutionnalisme est d’ajouter un type d’influence cognitive. Cette perspective complète que, au lieu d'agir uniquement selon des règles ou des obligations, les individus agissent aussi selon leurs convictions. L’élément cognitif de néo-institutionnalisme propose que les individus fassent certains choix, car ils ne peuvent pas imaginer d’alternative.

### L'approche économique
L’approche économique considère que l’institution peut influencer la performance économique. Douglass North (1990) explique dans son livre que l’existence des institutions peut réduire l’incertitude en structurant la vie quotidienne, et peut baisser aussi les « coûts de transactions » pendant les processus des échanges et de la production, donc joue un rôle important sur la performance économique.

## Les concepts fondamentaux

### Légitimité
La notion de légitimité suppose l’existence de normes symboliques partagées permettant aux membres d’une société d’interagir de façon coopérative (Laufer et Burlaud, 1997). C’est la légitimité qui définit les normes de l’acceptable ou de l’inacceptable, du conforme et du non conforme, du convenable et de l’inconvenant des actions humaines.
Le concept de la légitimité est central pour les approches institutionnelles, il y a beaucoup d'auteurs (Elsbach, 1994 ; Oliver, 1991 ; Suchman, 1995) qui ont traité cette notion. La légitimité est acquise en se conformant aux normes, aux croyances et aux règles de leur système d’appartenance (Deephouse, 1996 ; DiMaggio et Powell, 1983 ; Meyer et Rowan, 1991 ; Scott, 1995). Autrement dit, la légitimité est une conformité aux valeurs et aux constructions sociales (Oliver, 1991 :148-149).
Et Suchman (1995) a identifié une typologie détaillée en trois catégories de la légitimité : respectivement les légitimités pragmatique, morale et cognitive. Ces trois catégories englobent des types variés de légitimité.
|                        | Actions            | Essences                |
| ---------------------- | ------------------ | ----------------------- |
| Légitimité Pragmatique | Échange (Exchange) | Intérêt                 |
| Légitimité Pragmatique | Influence          | Caractéristique         |
| Légitimité Morale      | Conséquent         | Personnel               |
| Légitimité Morale      | Procédural         | Structurel (Structural) |
| Légitimité Cognitive   | Prédictibilité     | Plausibilité            |
| Légitimité Cognitive   | Inévitabilité      | Permanence              |

Les légitimités pragmatiques incluent des légitimités se conformant aux intérêts personnels des organisations et de ses audiences immédiates. Cette catégorie de légitimités comprend la légitimité échange — supportée par une politique organisationnelle basée sur des valeurs attendues des constituants ; la légitimité influence — supportée par des constituants car ils la considèrent comme écho de leurs intérêts plus importants ; la légitimité relationnelle — supportée par les audiences grâce à la cohérence de leurs valeurs.
Deuxième catégorie de légitimités : la légitimité morale, qui englobe les évaluations positives sur le plan normatif. Elle comprend la légitimité conséquentielle, procédurale, structurelle et personnelle. La légitimité conséquentielle veut dire que les organisations sont jugées sur les résultats. Et la légitimité procédurale est la conformité de routines des organisations par rapport aux techniques et procédures acceptées par la société. La légitimité personnelle est la légitimité charismatique de leaders. Et la légitimité structurale est évaluée sur les structures et les catégories des organisations.
Troisième catégorie : la légitimité cognitive qui comprend deux caractéristiques- la compréhension et l'évidence (taken-for-grantedness). Selon le critère de compréhension, on peut identifier la légitimité plausible et la légitimité prédictible. Quant au critère de taken-for-grantedness, il indique que l’idée de transgression ne traverse même pas l’esprit des individus : l’institution oriente naturellement leur conduite. On peut citer la légitimité inévitable et la légitimité permanente.

### Isomorphisme
Nous pouvons distinguer trois types de pressions institutionnelles sous lesquelles les institutions se diffusent selon la TNI. Ce phénomène d'homogénéisation est donc dit isomorphisme. Ils sont de nature coercitive, normative et mimétique (Scott, 1995).
Les pressions coercitives sont de nature légale ou politique, et correspondent aux lois et réglementations qui régulent le pays dans lequel évolue l’organisation. Un tel système formel de régulation est nécessaire lorsque les interactions humaines se multiplient et que les acteurs ne partagent plus les mêmes valeurs et cadres cognitifs (Bensedrine et Demil, 1998).
Les normes professionnelles (conventions collectives, etc.), qui forgent les philosophies professionnelles, constituent un cadre cognitif contraignant. Cette pression normative met en évidence des normes qui devraient non pas contraindre le comportement des acteurs, mais l’orienter dans ses prises de décisions (Bensedrine et Demil, 1998).
Enfin, quant à la contrainte mimétique, les entreprises subissent des pressions concurrentielles qui les amènent à vouloir copier les modes de fonctionnement de leurs adversaires les plus rentables et performants.

## L'évolution récente du courant
Depuis les années 1990, les travaux s'intéressent de plus en plus au changement institutionnel et à l'évolution institutionnelle ou coévolution des institutions et des acteurs. Oliver (1991) a retenu une typologie des réponses stratégiques vis-à-vis des processus institutionnels, ce sont les stratégies de consentement (acquiescence), de compromis, d'évitement (avoid), de défi (defiance) et manipulation. Ces stratégies représentent un niveau d’activité croissant pour gérer les demandes et attentes institutionnelles données.
| Stratégies    | Tactiques    | Exemples                                              |
| ------------- | ------------ | ----------------------------------------------------- |
| Acquiescement | S'habituer   | Suivre des normes invisibles, prise pour acquis       |
| Acquiescement | Imiter       | Mimer les modèles institutionnels                     |
| Acquiescement | Se soumettre | Obéir aux règles et accepter les normes               |
| Compromis     | Équilibrer   | Équilibrer les attentes de nombreux intervenants      |
| Compromis     | Pacifier     | Apaiser les intervenants institutionnels              |
| Compromis     | Négocier     | Négocier avec les parties prenantes institutionnelles |
| Éviter        | Dissimuler   | Dissimuler la non-conformité                          |
| Éviter        | Amortir      | Relâcher les liens institutionnels                    |
| Éviter        | Fuir         | Changer d'objectifs, d'activité ou de domaine         |
| Défier        | Ignorer      | Négliger les normes et les valeurs explicites         |
| Défier        | Contester    | Désapprouver les pratiques et les exigences           |
| Défier        | Attaquer     | S'en prendre aux sources de pression institutionnelle |
| Manipuler     | Coopter      | Introduire dans le champ des entités influentes       |
| Manipuler     | Influencer   | Agir sur les valeurs et les critères                  |
| Manipuler     | Contrôler    | Dominer des éléments et des processus institutionnels |

Une autre perspective devenue centrale est celle des logiques institutionnelles, initiées par Patricia Thornton, Mike Lounsbury et Will Ocasio.Cette perspective fait l'hypothese d'une influence structurelle des institutions, en les définissant comme des jeux de valeurs et de croyances ancrés à différents niveaux (en particulier aux niveaux organisationnel et sociétal).

### Entrepreneur institutionnel
Plusieurs types des stratégies peuvent être déployées de la part de l'entrepreneur institutionnel pour initier des changements institutionnels. Maguire et al.(2004) soulignent le rôle des stratégies discursives pour le processus de l'institutionnalisation pour un champ émergent, celui de traitement SIDA au Canada. Hwang et Powell (2005) ont identifié trois processus différents qui peuvent conduire à des changements institutionnels : l'élargissement de juridiction professionnelle ; la création des standards ; définition de règle et création des institutions.
Un des changements institutionnels particulier est la désinstitutionnalisation. Le phénomène de désinstitutionnalisation est défini par Scott (2001), comme le processus par lequel les institutions s'affaiblissent et disparaissent. Oliver (1992) a identifié trois sources qui mènent les organisations aux processus de désinstitutionnalisation. Ce sont les facteurs fonctionnels, politiques et sociaux.
Les pressions fonctionnelles désignent les problèmes perçus en matière de performance et utilité. Le deuxième facteur est politique, qui est le résultat du changement d'intérêts et la distribution du pouvoir. La dernière pression de désinstitutionnalisation est sociale. Les organisations sont sous l’influence de la divergence entre les différents groupes sociaux au niveau de conviction et pratique, et les changements de réglementation ou attentes sociales.

### Travail institutionnel
Pour Lawrence et Suddaby (2006), le processus de changement institutionnel n'est pas porté par un seul acteur, mais par un ensemble d'acteurs aux intérêts divergents. La notion d'entrepreneur institutionnel est donc remise en cause pour s'orienter vers une conceptualisation collective du changement institutionnel. En effet, les acteurs de transformation institutionnel ne sont pas tous des entrepreneurs institutionnel puisque le succès de leurs actions n'est pas garanti.
Lawrence, Suddaby et Leca (2010) proposent de s'intéresser à l'intentionnalité et à l'importance des efforts déployés par l'ensemble des acteurs.

### Microfondations des institutions
En réaction aux perspectives structurelles des institutions, et dans le prolongement des idées développées dans le travail institutionnel, une perspective par les microfondations s'est développée, en particulier en faisant l’hypothèse que les institutions sont « habitées » par les individus.
Dererk Harmon, Patrick Haack et Thomas Roulet développent en 2019 une discussion de ce que sont les microfondations - un questionnement non seulement sur les niveaux d'analyse mais sur l'agrégation des comportements depuis le niveau individuel au niveau structurel et inversement.